# Терских, Виктор Петрович
Виктор Петрович Те́рских — советский учёный, автор метода цепных дробей.

## Биография
В 1920—1930-е годах инженер КПЗ.
Разработал и в 1930 году опубликовал оригинальный метод «цепных дробей», который и сейчас широко используется в судостроении.
В последующем работал в ЦНИИ № 45 НКСП (ЦНИИ имени академика А. Н. Крылова): старший научный сотрудник механического отдела, профессор.
Разработал (совместно с И. А. Лурье) маятниковый антивибратор для подводных лодок проекта 613. Доктор технических наук (1942, тема диссертации «Крутильные колебания нелинейных систем»).
Сочинения:
- Метод цепных дробей в применении к исследованию колебаний механических систем [Текст] : к изучению дисциплины. Т. 1. Простые линейные и нелинейные системы / В. П. Терских. — Л. : Судпромгиз, 1955. — 375 с.
- Метод цепных дробей в применении к исследованию колебаний механических систем. Т.2: Сложные системы (разветвление, кольцевые и с распределенными массами) / Виктор Петрович Терских . — Ленинград : Судпромгиз, 1955 . — 332 с. : черт. — На рус. яз.
- Крутильные колебания валопровода силовых установок. Л. — Судостроение, 1969—1970. Т 1-4.

## Награды и премии
- Сталинская премия II степени (22 марта 1943) — за научный труд: «Крутильные колебания силовых установок», книга I, опубликованная в 1940 году, и книга II, законченная в 1942 году
- орден «Знак Почёта» (1944)
- медали